# Centre de recherches archéologiques de Haute-Normandie-Société normande d'études préhistoriques
Le Centre de recherches archéologiques de Haute-Normandie-Société normande d’études préhistoriques est une société savante à Rouen.
Henri Gadeau de Kerville a été président de la Société normande d’études préhistoriques en 1911.